# قارئ دي في دي
قارئ قرص الفيديو الرقمي، هو جهاز يتم من خلاله قراءة البيانات الرقمية المخزنة في القرص الضوئي 'الدي في دي'. اخترعت هذه الأجهزة في عام 1994 واستمرارت في الازدهار إلى اليوم وصدرت أجهزة ديفيدي أخرى عالية الوضوح، ومن المتوقع استمرار المبيعات العالية ومن المتوقع إسقاط شعبية هذا الأجهزة في العشرون سنة قادمة معظم هذه الأجهزة قادرة على قراءة أنواع عديدة من الأقراص الضوئية ومنها:
- القرص المضغوط.
- مجموعة أقراص دي في دي القابلة للكتابة مجددا.
- وفي بعض الأجهزة يستطيع قراءة أفلام اليو اس بي المحملة من الإنترنت يجب تكون الصيغة avi

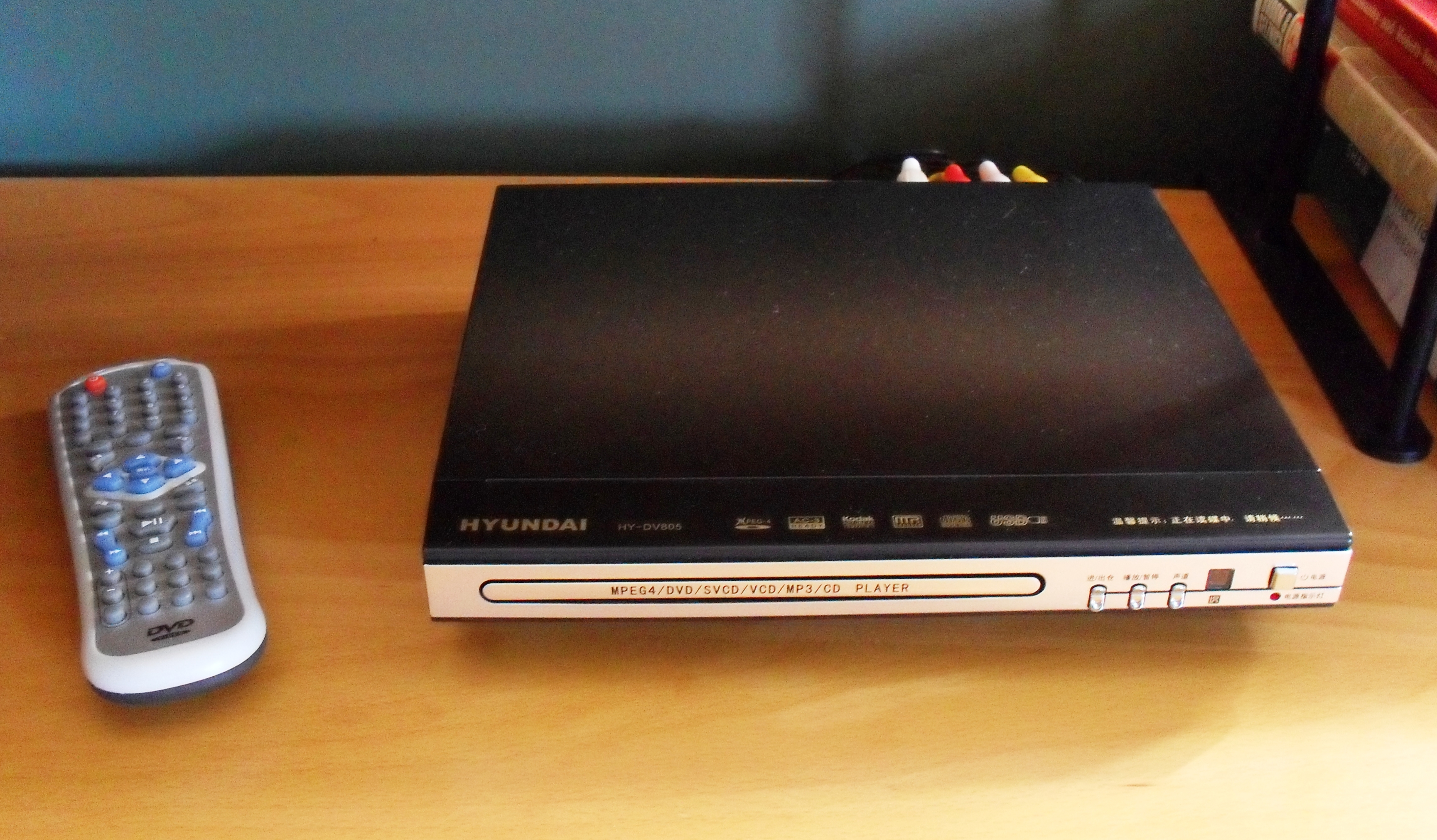
جهاز دي في دي